# کان (شهرستان بادکند)
کان (به لاتین: Kan) یک روستا در قرقیزستان است که در شهرستان بادکند واقع شده‌است. کان ۶۲۶ نفر جمعیت دارد و ۱٬۸۲۴ متر بالاتر از سطح دریا واقع شده‌است.